# Bykivka
Bykivka (en ukrainien : Биківка) ou Bykovka (en russe : Быковка ; en polonais : Bykówka) est une commune urbaine de l'oblast de Jytomyr, en Ukraine. Sa population s'élevait à 1 450 habitants en 2023.

## Géographie
Bykivka se trouve à 48 km à l'ouest de Jytomyr.

## Histoire
Bykivka été fondée en 1871. Elle a le statut de commune urbaine depuis 1938. Une verrerie y est fondée en 1852 par Ignace Mojarovsky Karpovitch. Elle occupait 700 personnes à l'époque soviétique et fabriquait des produits en verre à usage médical. Après la dislocation de l'Union soviétique et l'indépendance de l'Ukraine, l'usine commença à produire des récipients pour boissons alcoolisées.

## Population
Recensements (*) ou estimations de la population :
| 1959* | 1970* | 1979* | 1989* | 2001* | 2009  | 2010  |
| ----- | ----- | ----- | ----- | ----- | ----- | ----- |
| 2 686 | 2 138 | 2 144 | 2 060 | 1 979 | 1 828 | 1 807 |

| 2011  | 2012  | 2013  | 2014  | 2015  | 2016  | 2017  |
| ----- | ----- | ----- | ----- | ----- | ----- | ----- |
| 1 788 | 1 796 | 1 796 | 1 792 | 1 779 | 1 771 | 1 753 |

## Transports
Bykivka se trouve à 116 km de Jytomyr par le train et à 70 km par la route. La gare ferroviaire la plus proche se trouve à 21 km, à Kourne. Par la route, Bykivka est située à 9 km au sud de Dovbych et à 17 km au nord de Romaniv.